# Alexander Matwejewitsch Dmitrijew-Mamonow

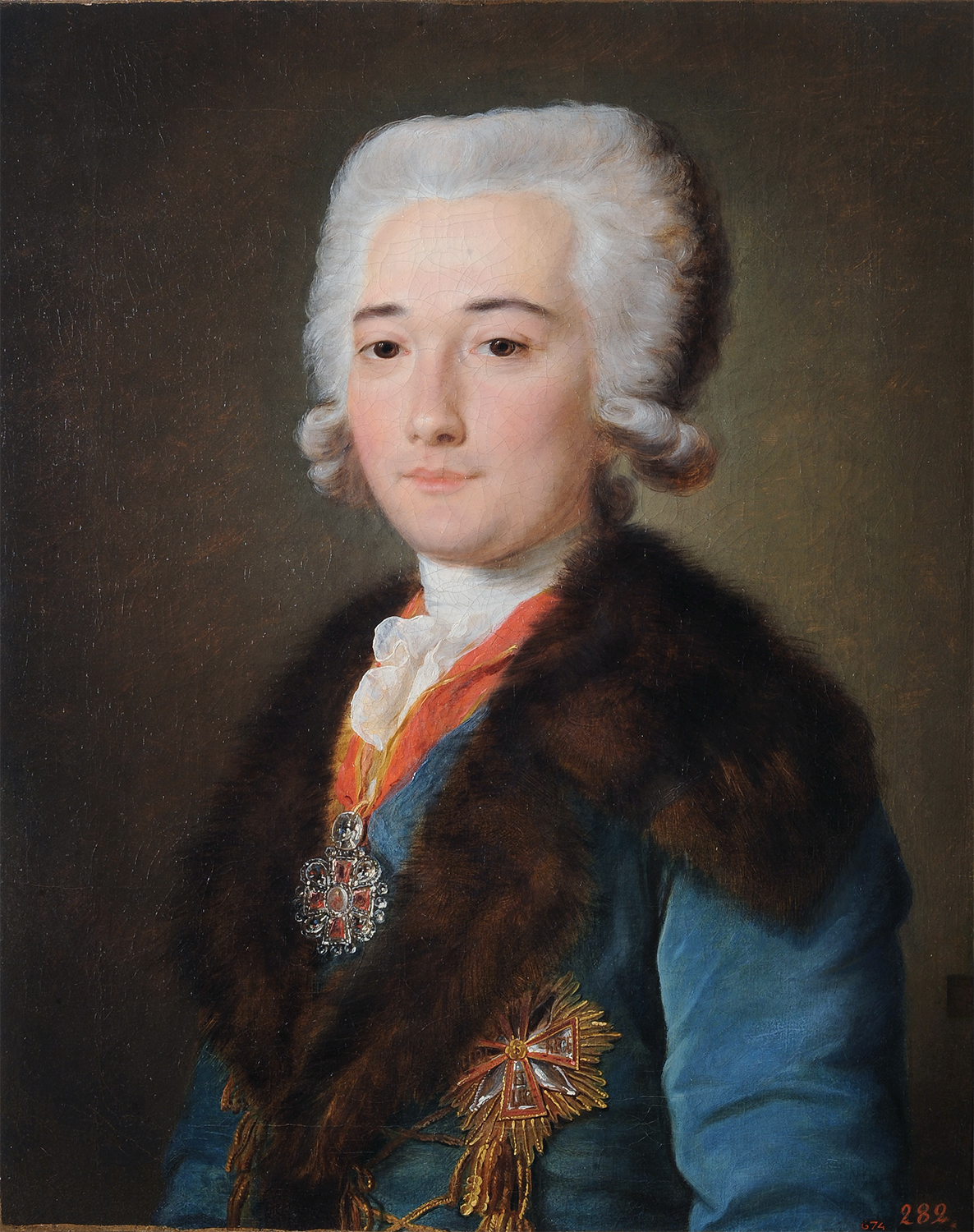
Porträt Graf Alexander Dmitriev-Mamonov (vor 1786)

Graf Alexander Matwejewitsch Dmitrijew-Mamonow (Russisch: Александр Матвеевич Дмитриев-Мамонов, * 30. September 1758; † 11. Oktober 1803, begraben im Donskoj-Kloster) war von 1786 bis 1789 Liebhaber Katharinas II. von Russland.

## Leben
Spross der Rurikiden und von den Fürsten von Smolensk abstammend, stammte er aus dem Geschlecht Dmitriev-Mamonov. Sein Vater M. W. Mamonov und General A. A. Sagrjaschskij waren mit Schwestern aus dem Hause Boborykin verheiratet, und Sagrjaschskij war ein Cousin der Mutter G.A. Potemkins
[1]. Dank dieser Verbindungen wurde Alexander schon als Kind in das Ismailowsche Regiment eingeschrieben und 1784 zum Adjutanten Potemkins ernannt.
Um sicherzustellen, dass in den Zeiten seiner langen Abwesenheit vom Hofe ein ihm treu Ergebener um die Herrscherin war, stellte ihn dieser 1786 Katharina vor, die wegen seines angenehmen Äußeren und seines bescheidenen Auftretens Gefallen an ihm fand. In einem Brief an Friedrich Melchior Grimm lobte sie seine Französischkenntnisse und ermutigte so seine literarischen Versuche. Aus Dankbarkeit schenkte Alexander seinem Gönner eine Teekanne mit der Aufschrift "Plus unis par le coeur que par le sang" („Enger durch das Herz als durch das Blut verbunden“).
Noch 1786 wurde Dmitrijew-Mamonow geradewegs zum Oberst befördert und zum Flügeladjutanten der Zarin ernannt; noch im gleichen Jahr wurde er zum Generalmajor befördert, zum Wirklichen Kammerherrn ernannt und erhielt ein Appartement im Winterpalast.
In der ersten Zeit spielte er keine Rolle in der Öffentlichkeit, aber im Jahre 1787 nahm Katharina ihren „Rotrock“ auf ihre Krimreise mit, und es gelang ihm, an den Gesprächen der Zarin mit verschiedenen Würdenträgern teilzunehmen und schließlich bei ihren Treffen mit Kaiser Joseph II. und dem polnischen König Stanislav II. August anwesend zu sein. Ebenfalls 1787 traf er in Kiew den venezolanischen Staatsmann Francisco Miranda.
Ab dieser Zeit begann Dmitrijew-Mamonow an den Staatsangelegenheiten mitzuwirken, wenn auch in völlig belanglosem Umfang, da er weder über die erforderlichen Geistesgaben noch sonstige Befähigungen verfügte. Die Zarin ernannte ihn jedoch 1788 zu ihrem Generaladjutanten, beförderte ihn zum Generalleutnant, verschaffte ihm den Titel eines Reichsgrafen des Heiligen Römischen Reichs und befahl schließlich seine Anwesenheit im Staatsrat.
Dank der Zuwendungen der Zarin gelangte er in den Besitz eines der größten Vermögen Russlands (so erhielt er neben anderen Geschenken 1788 den Orden des Heiligen Alexander Newski mit Brillanten im Werte von 30.000 Rubeln und brillantbesetzte Achselschnüre im Werte von 50.000 Rubeln). Die Einkünfte aus seinen Gütern beliefen sich auf 63.000 Rubel im Jahr, aber seine Bezüge aus seinen Ämtern betrugen mehr als 200.000 Rubel jährlich.
Nach zwei Jahren mit der Zarin begann Dmitrijew-Mamonow das Interesse an ihr zu verlieren. Zur Zeit ihres sechzigsten Geburtstags wurde sein Zustand als hypochondrisch beschrieben. Einer seiner Freunde berichtete, Mamonow „betrachtet sein Leben als Gefängnis, ist völlig gelangweilt, und anscheinend heftet sich die Zarin bei jeder öffentlichen Zusammenkunft, bei der Damen anwesend sind, an ihn und zeigt sich eifersüchtig“.
Seine Position erschien unerschütterlich; er selbst brachte sie jedoch völlig unerwartet ins Wanken, als er sich zur Zeit des sechzigsten Geburtstags Katharinas in die sechzehnjährige Hofdame Fürstin Darja Scherbatowa verliebte und sie für einige Wochen in die Abgeschiedenheit von Dubrowitsij brachte, einem luxuriösen Gut nahe Moskau, das Katharina von Potemkin erworben und Mamonow geschenkt hatte. Seine Gegner – Mamonow sprach nicht mehr mit Besborodko und stand in offener Gegnerschaft zu Katharinas engster Vertrauter, Anna Protasowa – unterrichteten sofort die Zarin von dieser Beziehung. Katharina zeigte sich schockiert und verbittert. Unfähig zu begreifen, dass ein Liebhaber sie wegen eines Mädchens verlassen könnte, das ihre Enkelin sein könnte, ließ sie sich angeblich dazu herab, das Gerücht zu verbreiten, er sei verrückt geworden. In einem Brief an Potemkin kommentierte Katharina: „Es gibt Anzeichen, dass er den Wunsch hatte, mit seiner Frau bei Hofe bleiben zu wollen wie zuvor, schließlich widersprüchliches und unvernünftiges Betragen, so dass selbst seine engsten Freunde ihn nicht mehr in Schutz nehmen“.
Unter dem 20. Juni 1789 findet sich im Tagebuch des Staatssekretärs Krapowitzkij folgender Eintrag: „…vor dem abendlichen Ausgang geruhten Ihre Majestät den Grafen A. M. Mamonow und die Fürstin Scherbatow zu empfangen; beide baten auf Knien um Verzeihung“. Der Bräutigam erhielt noch ein Geschenk von 2.250 Leibeigenen und 100.000 Rubeln, ihm wurde jedoch befohlen, noch am Tage der Hochzeit St. Petersburg zu verlassen. Zugleich wurde die Hofdame Maria Schkurina entlassen, die den Verliebten geholfen hatte.
Dmitrijew-Mamonow ließ sich in Moskau nieder und war zunächst mit seinem Schicksal zufrieden, aber nach einem Jahr entschloss er sich, sich wieder bei Katharina in Erinnerung zu bringen, und schrieb ihr Bettelbriefe, in denen er wieder um ihre Gunst und die Erlaubnis zur Rückkehr nach St. Petersburg bat. Die Antwort der Zarin belehrte ihn bald, dass seine Hoffnungen vergebens waren. Die Legende, dass Katharina aus Eifersucht Polizisten in Frauenkleidern zur Scherbatova geschickt habe, die sie in Gegenwart ihres Gatten grausam verprügelten, entspricht jedoch nicht den Tatsachen. Sie hinderte allerdings Maria Schkurina, eine Hofdame, die sie verdächtigte, die Scherbatowa bei ihren Liebeshändeln unterstützt zu haben, sich den Mamonows in Moskau anzuschließen. Als sie schließlich Schkurina doch erlaubte, den Hof zu verlassen und sich den Mamonows in einer ménage à trois anzuschließen, scherzte Katharina in einem Brief, dass „diese zwei Quälgeister ihn noch umbringen werden.“
Zar Paul, den Dmitrijew-Mamonow in der Zeit, als er sich der Gunst der Zarin erfreute, respektvoll behandelt hatte, verlieh ihm nach seiner Thronbesteigung 1797 den russischen Grafentitel, berief ihn aber nicht wieder an den Hof zurück.
Beim Tode seines einzigen Sohnes Matwej 1863 erlosch der Grafentitel Dmitrijew-Mamonow, das Adelsgeschlecht besteht jedoch noch heute. Das Geschlecht Dmitrijew-Mamonow wird im V. und VI. Teil des Adelsregisters des Gouvernements Moskau geführt (Wappenbuch I, 30 und II, 21).